# Littérature de la bombe atomique
 (mai 2023).
Si vous disposez d'ouvrages ou d'articles de référence ou si vous connaissez des sites web de qualité traitant du thème abordé ici, merci de compléter l'article en donnant les références utiles à sa vérifiabilité et en les liant à la section « Notes et références ».

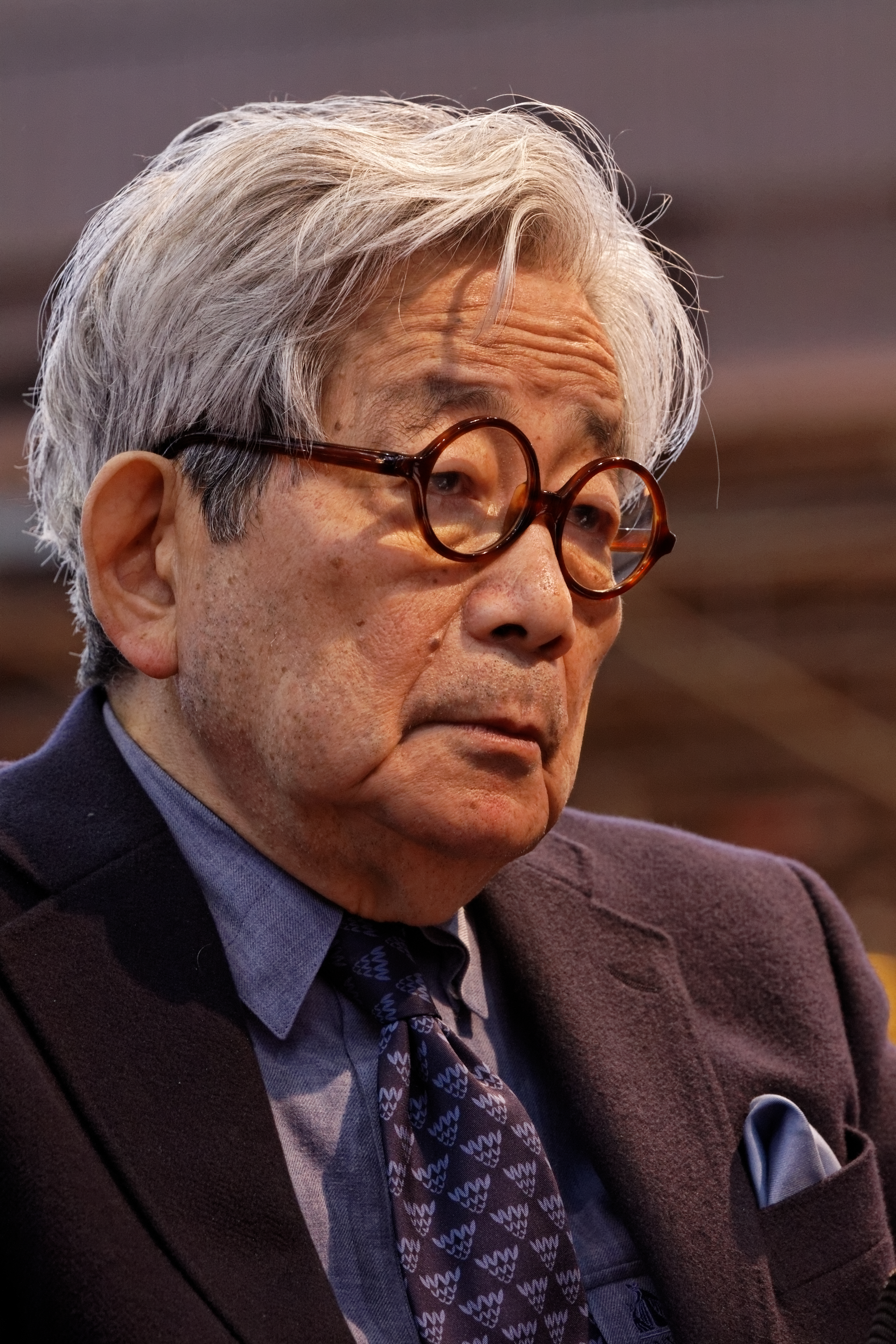
Paris - Salon du livre 2012 - Kenzaburō Ōe en conférence

La littérature de la bombe atomique (原爆文学, Genbaku bungaku) est un genre littéraire de la littérature japonaise utilisé pour désigner les écrits relatifs aux bombardements atomiques de Hiroshima et Nagasaki et par la suite le bombardement nucléaire en général. Il peut s'agir de journaux, de témoignages ou de documentaires, de poésie, de théâtre ou d'œuvres de fiction basés sur les bombardements.
La littérature de la Bombe est généralement classée en trois différentes catégories, référencées comme des générations.

## Première génération: les survivants
La première génération de Genbaku bungaku est celle composée par des Hibakushas, les victimes des bombes nucléaires larguées à Hiroshima et Nagasaki. Cette génération est donc fondamentalement traumatique. Beaucoup de ces œuvres ont été rédigées peu après la Bombe durant l'occupation alliée et donc durant l'activité du détachement de censure civile (Civil Censorship Detachment (en), CCD), et ont par conséquent été diffusées par le marché noir ou ultérieurement. Cette section comporte des travaux littéraires mais également des témoignages, notamment de médecins.
On peut considérer le manga de Keiji Nakazawa, Gen d'Hiroshima (はだしのゲン Hadashi no Gen), comme de la littérature de la Bombe de première génération.

### Œuvres littéraires
Tamiki Hara
- Hiroshima, fleurs d'été (夏の花 Natsu no hana), Tamiki Hara, 1946
- Des Ruines, (Haikyou kara), Tamiki Hara, 1947
- Prélude à l'annihilation, (Kaimetsu no joukyoku), Tamiki Hara, 1949

Yōko Ōta
- La ville des cadavres (屍の街 Shikabane no machi), Yōko Ōta, 1948
- Lambeaux humains (人間襤褸 Ningen Ranru), Yōko Ōta, 1951

Shinoe Shōda
- Pénitence (Sange), Shinoe Shōda, 1947

Sadako Kurihara
- Arrivée d’une nouvelle vie (Umashimenkana), Sadako Kurihara, 1946,
- Témoin de Hiroshima (Watashi wa Hiroshima wo shogen suru), Sadako Kurihara, 1967
- Documents sur Hiroshima 24 ans plus tard (Dokyumento Hiroshima 24 nen), Sadako Kurihara, 1970

Kyôko Hayashi
- Rituel de mort (Matsuri no ba), Kyôko Hayashi, 1975

Sankichi Toge
- Poèmes de la bombe atomique (Genbaku shishu), Sankichi Toge, 1951

Hashizume Bun
- Le jour où le soleil est tombé - J'avais 14 ans à Hiroshima, Hashizume Bun, 2007

### Témoignages
- Les cloches de Nagasaki (長崎の鐘, Nagasaki no Kane), Takashi Nagai, 1949
- Little boy: Récit des jours d'Hiroshima, Shuntaro Hida, 1984
- Yoko’s Diary: The Life of a Young Girl in Hiroshima During World War II, Yoko Hosokawa
- Journal d'Hiroshima : 6 août-30 septembre 1945, Michihiko Hachiya
- Il y a un an Hiroshima (Genshi bakudan kaiko), Hisashi Tôhara, 1946

## Deuxième génération: regard critique
La seconde génération est composée de non-hibakushas qui écrivent sur les Bombes pour évoquer les questions plus sociales et politiques qu'elles soulèvent. Ces écrits ont donc un aspect documentaire.
- Notes de Hiroshima (ヒロシマ・ノート, Hiroshima nôto), Kenzaburô Ooe, 1965
- Pluie noire (黒い雨 Kuroi Ame), Masuji Ibuse, 1965
- Hiroshima, Makoto Oda, 1981
- Bakushin (爆心;), Yūichi Seirai, 2007

- Nagasaki: Life After Nuclear War, Susan Southard, 2015

- Les milles oiseaux de Sadako (en) (Sadako and the Thousand Paper Cranes), Eleanor Coerr (en) , 1977
- Debu Hiroshima (Cendres d'Hiroshima), Othman Puteh et Abdul Razak Abdul Hamid (en), 1987
- Burnt Shadows, Kamila Shamsie, 2009
- Hiroshima (en), John Hersey, 1946,
- L'Ombre des arbres (Juei), Ineko Sata, 1972
- Embracing Defeat: Japan in the Wake of World War II, 1999

Cette section comprend également des oeuvres de Yoshie Hotta et Momo Iita.

## Troisième génération: post-nucléaire
La troisième génération se tourne vers l'avenir et discute d'un monde post-nucléaire, en faisant écho à Hiroshima et Nagasaki sans qu'ils soient les sujets en soi des œuvres.
- Kōbō Abe
  - La femme des sables (Suna no onna), Kōbō Abe, 1962

- Makoto Oda
  - Hiroshima, Makoto Oda, 1981

- Mitsuharu Inoue[1]
  - Komatsu Sakyô

- Komatsu Sakyô
  - Nihon Chinbotsu (La submersion du Japon), 1973

- Jean-Paul Alègre (auteur français)
  - Moi, Ota, rivière d'Hiroshima, 2015.